# مورد ۹۲۰۳
سیارک ۹۲۰۳ (به انگلیسی: 9203 Myrtus، نامگذاری:1993TM16) نه هزار و دویست و سومین سیارک کشف شده‌است که در ۹ اکتبر ۱۹۹۳ کشف شد.
قدر مطلق سیارک برابر ۱۲٫۷۰ است.